# Bernd Holdorff
Bernd Holdorff (* 1938 in Lübeck) ist ein deutscher Neurologe und Medizinhistoriker.
Holdorff studierte an der Philipps-Universität Marburg, der Westfälischen Wilhelms-Universität Marburg, der Freien Universität Berlin und der Universität Hamburg Medizin. Er wurde 1966 mit der Arbeit Über die Wirkung von Ergotamintartrat auf den Arterienpuls promoviert. Es folgte die Weiterbildungszeit an der Freien Universität Berlin, wo er sich habilitierte und zum außerplanmäßigen Professor berufen wurde. Holdorff leitete die Klinik für Neurologie am Klinikum Kassel und später die Abteilung für Neurologie der Schlosspark-Klinik in Berlin.
Holdorff war von 2008 bis 2012 Vorsitzender der Deutschen Gesellschaft für Geschichte der Nervenheilkunde, nunmehr gehört er deren wissenschaftlichen Beirat an. Seine medizinhistorischen Forschungen widmen sich u. a. der Geschichte der Neurologie in Berlin und Vertretern des Fachs wie Hermann Oppenheim, Friedrich H. Lewy und Arthur Simons.

## Veröffentlichungen (Auswahl)
- Bernd Holdorff, Rolf Winau (Hrsg.): Geschichte der Neurologie in Berlin. de Gruyter, Berlin 2001, ISBN 3-11-016913-4.
- Hans Mennel, Bernd Holdorff, Katrin Bewermeyer, Heiko Bewermeyer: Hermann Oppenheim und die deutsche Nervenheilkunde zwischen 1870 und 1919. Schattauer. Stuttgart 2007, ISBN 978-3-7945-6422-4.
- Bernd Holdorff: Die Neurologie in Berlin 1840–1945. Aufstieg und Niedergang. Hentrich & Hentrich, Berlin 2019, ISBN 978-3-95565-291-3.